# Organisation des États de la Caraïbe orientale
- États membres
- États associés

Institutions
L’Organisation des États de la Caraïbe orientale (OECO, en anglais : Organisation of Eastern Caribbean States, OECS) est une organisation de consultation, de coopération et d'action concertée entre plusieurs pays et dépendances des Petites Antilles. Ses domaines d'activité prioritaires sont actuellement le commerce, le transport, le tourisme durable et la gestion des catastrophes naturelles.
Le siège de l'OECO est situé à Castries, capitale de Sainte-Lucie. L'organisation vise à établir dans l'avenir un état fédéral, mais il reste difficile à définir et à établir, car il y a certaines rivalités historiques entre les îles, et chacune d'entre elles revendique une représentation égalitaire. Par exemple, la Barbade, micro-État de la Caraïbe orientale, qui ne figure pas dans l'organisation, est régulièrement contactée pour entrer dans l'organisation. Mais les négociations avec l'ile de la Barbade sont toutes aussi difficiles, et son entrée dans l'organisation ne se fait pas surtout pour des raisons économiques.

## Histoire

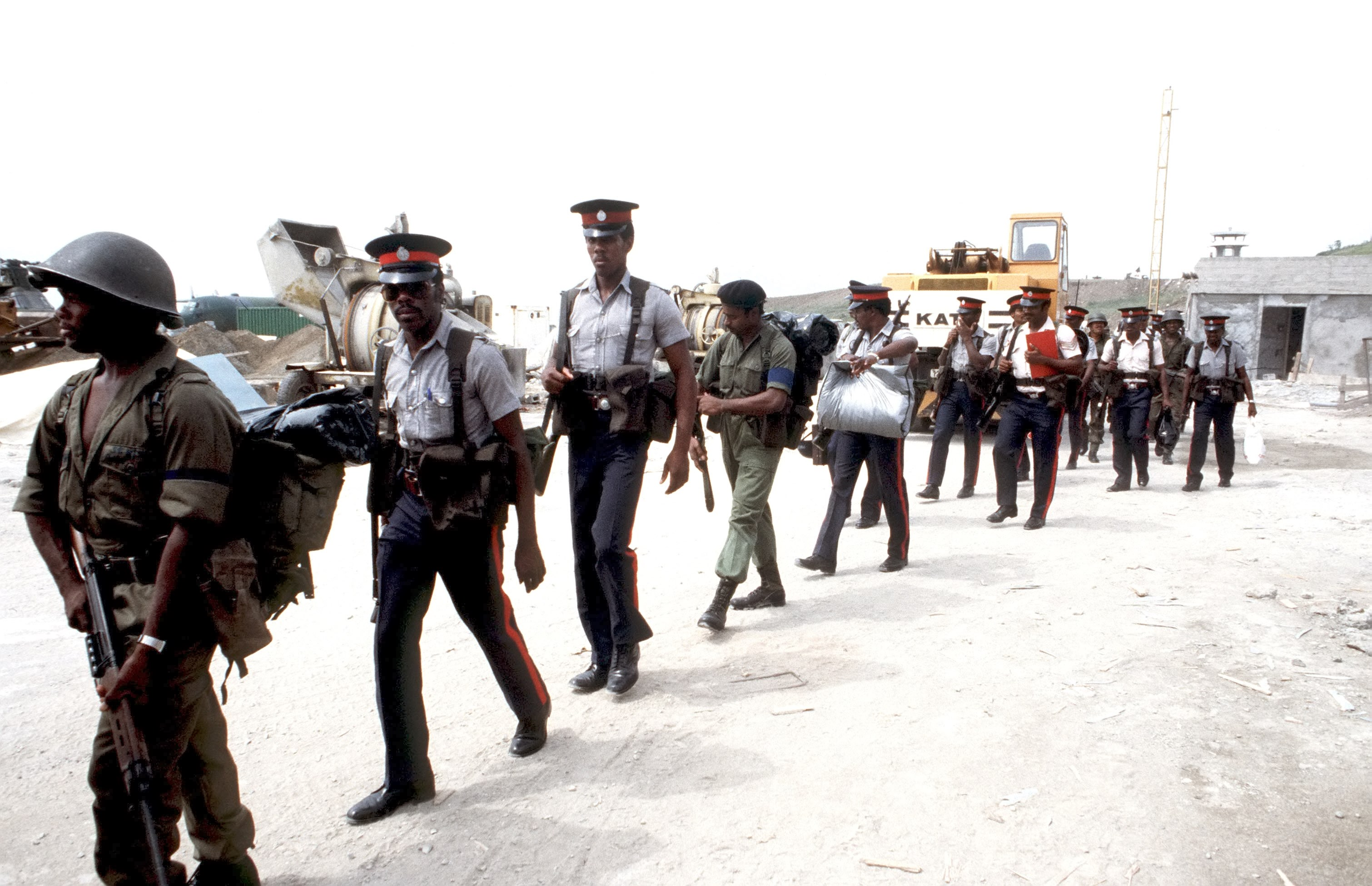
Un contingent de la Eastern Caribbean Defense Force/Caribbean Peace Force de 350 policiers et militaires déployés lors de l'Invasion de la Grenade en 1983.

L'OECO a été créée le 18 juin 1981 par la signature du traité de Basseterre (capitale de Saint-Christophe-et-Niévès). L'OECO est le successeur des États associés des Antilles.
Le traité de Basseterre est révisé le 18 juin 2010 pour permettre la création de l'union économique de l'OECO, qui entre en vigueur en janvier 2011. La même année, la Martinique demande son intégration à l'OECO, une demande validée en 2012, et une adhésion effectuée en 2015. Dans la foulée, l'OECO annonce son intention de réduire de moitié les importations d'aliments dans les pays de son organisation. En août 2014, l'Argentine nomme son premier ambassadeur auprès de l'OECO, Luis Beltran Martinez Thomas.
En octobre 2018, l'OECO inaugure une ambassade à Rabat, au Maroc. En juillet 2019, l’ancien commissaire de police de Saint-Christophe-et-Niévès Ian Queeley devient le premier ambassadeur de l'OECO à Rabat.
En mars 2019, la Guadeloupe devient officiellement le 11e membre de l'OECO, et son 4e membre associé, après un an de négociations. En novembre 2019, l'OECO devient le 34e membre du Global Green Growth Institute. En décembre 2019, la banque mondiale débloque des fonds de l'Association internationale de développement pour plusieurs pays de l'OECO afin de renforcer leurs dispositifs contre les ouragans. En mai 2020, la Federal Aviation Administration des États-Unis baisse la note du système d'aviation de l'OECO sur la base d'un manque d'alignement sur les standards de sécurité internationaux, ce qui empêche les États membres de l'organisation de lancer de nouvelles lignes.

## Composition
L'OECO se compose d'États et de territoires membres et de membres associés, répartis sur les petites Antilles. Ensemble, ils forment un archipel presque ininterrompu :

### Membres
- Antigua-et-Barbuda (depuis 1981)
- Dominique (depuis 1981)
- Grenade (depuis 1981)
- Montserrat (depuis 1981)
- Saint-Christophe-et-Niévès (depuis 1981)
- Sainte-Lucie (depuis 1981)
- Saint-Vincent-et-les-Grenadines (depuis 1981)

Sur sept membres, six sont d'anciennes colonies du Royaume-Uni, membres du Commonwealth, dont cinq sont aussi des royaumes du Commonwealth à l'exception de la Dominique qui est une république. Montserrat est directement rattaché au Royaume-Uni étant un territoire britannique d'outre-mer.

### Membres associés
- Territoires britanniques d'outre-mer
  -  Anguilla (depuis 1995)
  -  Îles Vierges britanniques (depuis 1984)
- Départements et régions d'outre-mer français
  -  Martinique (depuis 2015[4])
  -  Guadeloupe (depuis 2019[9])
  -  Saint-Martin (Antilles françaises) (depuis 2025[14])

Les missions diplomatiques de l'OECO ne représentent pas les territoires qui ont le statut de membres associés mais ces derniers sont néanmoins traités comme des membres à part entière pour un grand nombre des activités de l'Organisation. 
La Martinique est une collectivité territoriale unique et la Guadeloupe un département et région d’outre-mer. Ces deux îles sont régies par l'article 73 de la Constitution française. Saint-Martin, quant à elle, est une collectivité d’outre-mer régie par l’article 74 de la Constitution

## Institutions

### Siège social
Le siège social de l'organisation est basé à Castries (Sainte-Lucie).

### Directeur général
Le poste de directeur général est occupé par le Dr Didacus Jules (Sainte-Lucie) depuis le 1er mai 2014.

### Cour suprême
La cour suprême de la Caraïbe orientale, créée à l'époque des États associés des Antilles, est chargée des affaires judiciaires de l'OECO. Tout jugement de la plus haute cour d'un État membre peut être soumis à la cour suprême.

### Banque centrale
La majorité des membres de l'OECO participent à la banque centrale de la Caraïbe orientale (Eastern Caribbean Central Bank). Cette banque centrale gère l'intégrité financière du bloc économique formé par les États membres, ainsi que celle du dollar des Caraïbes orientales. Tous les États membres — à l'exception des îles Vierges britanniques, de la Guadeloupe et de la Martinique — utilisent cette monnaie.

### Drapeau et logo
Le drapeau et le logo de l'OECO consistent en un motif complexe d'éléments de conception concentriques sur un champ vert pâle, centré sur un cercle de neuf triangles orange orientés vers l'intérieur et neuf triangles blancs dirigés vers l'extérieur. Il a été adopté le 21 juin 2006 et a été présenté pour la première fois à Basseterre, à Saint-Christophe-et-Niévès.

### Missions diplomatiques
- Bruxelles, Belgique : Shirley Skerritt-Andrew, ambassadeur de Belgique et de l'Union européenne
- San Juan, États-Unis : Bureau consulaire à Hato Rey
- Genève, Suisse : Ricardo James, chargé d'affaires à l'organisation mondiale du commerce

### Autres institutions communes
Les autres institutions communes aux neuf membres sont la direction des télécommunications et la direction de l'aviation civile de l'OECO.